# Mistrzowie świata motocyklistów motocyklowych mistrzostw świata klasie 350 cm³
Tytuł Mistrza Świata motocyklistów w Motocyklowych Mistrzostwach Świata klasie 350 cm³ – był przyznawany przez Międzynarodową Federacje Motocyklową (FIM) pomiędzy sezonami 1949 a 1982 po zakończeniu sezonu, otrzymywał go motocyklista, który uzyskał największą liczbę punktów w ciągu całego sezonu. Pierwszy tytuł Mistrza Świata motocyklistów w klasie 350 cm³ wywalczył go brytyjski motocyklista Frederick Frith na motocyklu Velocette, pokonując Reginalda Armstronga reprezentującego AJS o 15 punktów. Pierwszym motocyklistą, który sięgnął po ten tytuł dwukrotnie był Brytyjczyk Geoffrey Duke, który triumfował w sezonach 1951 i 1952. Geoffrey Duke był też pierwszym podwójnym mistrzem świata różnych klasach w danym roku, dokonując tego w sezonie 1951 wygrywając klasyfikacje końcową w seriach 500 i 350 cm³.
FIM nie ogłaszał oficjalnego zdobywcy tytułu Mistrza Świata do momentu zakończenia ostatniego wyścigu w sezonie. Motocyklista mógł jednak zapewnić sobie to trofeum wcześniej, uzyskując taką przewagę nad pozostałymi zawodnikami, że nie mieli oni możliwości uzyskania wystarczającej liczby punktów, aby go wyprzedzić, nawet w sytuacji, gdyby ten motocyklista nie startował lub nie zdobył punktów do końca sezonu.
W historii Motocyklowych Mistrzostwach Świata system punktacji był wielokrotnie zmieniany. Zmiany te dotyczyły nie tylko różnej liczby pozycji, które uprawniały do zdobycia punktów, ale także liczby wyścigów w sezonie, z których wyniki były brane pod uwagę przy tworzeniu klasyfikacji generalnej.
Motocyklista, który miał największą przewagę punktową nad drugim zawodnikiem w klasyfikacji generalnej w momencie zakończenia sezonu był Hugh Ballington, który w sezonie 1978 uzyskał 57 punktów przewagi nad drugim Takazumim Katayamą. Z kolei sezonie 1960 John Surtees, który zdobył swój trzeci rzędu tytuł mistrza świata, miał tyle samo punktów co Gary Hocking, obaj zawodnicy mieli po dwadzieścia dwa punkty, ponieważ w tym sezonie brano tylko trzy najlepsze wyniki. Obaj zawodnicy mieli dwie wygrane i jedne drugie miejsce. Brytyjczyk wygrał dwa wyścigi po sobie, co zdecydowało o zdobyciu przez niego tytułu.
Najmłodszym zdobywcą tytułu mistrza świata jest Johnny Cecotto, który tryumfował w wieku 19 lat i 239 dni w sezonie 1975, a najstarszym tryumfatorem jest Fergus Anderson, który w sezonie 1954 zwyciężył w wieku 45 lat i 236 dni.
Ostatnim Mistrza Świata motocyklistów w klasie 350 cm³ wywalczył go Niemiec Anton Mang.

## Chronologiczne listy triumfatorów
Poniższa tabele przedstawiają chronologiczne zestawienie Mistrzostw Świata motocyklistów w Motocyklowych Mistrzostwach Świata klasie 350 cm³ w latach 1949-1982 wraz z liczbą zwycięstw, miejsc na podium, liczbą najszybszych okrążeń i punktów zdobytych podczas wskazanego sezonu oraz przewagą nad drugim zawodnikiem klasyfikacji generalnej i wiekiem mistrza świata podczas ostatnich zawodów zaliczanych do Motocyklowych Mistrzostwach Świata klasie 350 cm³.
| Legenda oznaczeń | Legenda oznaczeń                                                                            |
| ---------------- | ------------------------------------------------------------------------------------------- |
|                  | Mistrzostwo świata w Motocyklowych Mistrzostwach Świata klasie 500 cm³, w tym samym sezonie |
|                  | Mistrzostwo świata w Motocyklowych Mistrzostwach Świata klasie 250 cm³, w tym samym sezonie |

| Sezon | Kierowca          | Zespół          | PP   | P1 | Pod. | NO | Pkt. | Różn. | Wiek             | Źródło |
| ----- | ----------------- | --------------- | ---- | -- | ---- | -- | ---- | ----- | ---------------- | ------ |
| 1949  | Freddie Frith     | Velocette       | b.d. | 5  | 5    | 5  | 33   | 15    | 40 lata, 82 dni  | [ 2 ]  |
| 1950  | Bob Foster        | Velocette       | b.d. | 3  | 4    | 4  | 30   | 6     | 39 lata, 178 dni | [ 3 ]  |
| 1951  | Geoff Duke        | Norton          | b.d. | 5  | 5    | 4  | 40   | 21    | 28 lata, 165 dni | [ 4 ]  |
| 1952  | Geoff Duke        | Norton          | b.d. | 4  | 4    | 4  | 32   | 8     | 29 lata, 170 dni | [ 4 ]  |
| 1953  | Fergus Anderson   | Moto Guzzi      | b.d. | 3  | 5    | 2  | 34   | 8     | 44 lata, 209 dni | [ 5 ]  |
| 1954  | Fergus Anderson   | Moto Guzzi      | b.d. | 4  | 5    | 5  | 38   | 16    | 45 lata, 236 dni | [ 5 ]  |
| 1955  | Bill Lomas        | Moto Guzzi      | b.d. | 4  | 6    | 5  | 32   | 14    | 27 lata, 160 dni | [ 6 ]  |
| 1956  | Bill Lomas        | Moto Guzzi      | b.d. | 3  | 3    | 4  | 24   | 7     | 28 lata, 165 dni | [ 6 ]  |
| 1957  | Keith Campbell    | Moto Guzzi      | b.d. | 3  | 4    | 1  | 30   | 8     | 25 lata, 334 dni | [ 7 ]  |
| 1958  | John Surtees      | MV Agusta       | b.d. | 6  | 6    | 5  | 32   | 8     | 24 lata, 215 dni | [ 8 ]  |
| 1959  | John Surtees      | MV Agusta       | b.d. | 6  | 6    | 5  | 30   | 32    | 25 lata, 207 dni | [ 8 ]  |
| 1960  | John Surtees      | MV Agusta       | b.d. | 2  | 4    | 3  | 22   | 0     | 26 lata, 213 dni | [ 8 ]  |
| 1961  | Gary Hocking      | MV Agusta       | b.d. | 4  | 5    | 5  | 32   | 6     | 23 lata, 352 dni | [ 9 ]  |
| 1962  | Jim Redman        | Honda           | b.d. | 4  | 5    | 2  | 32   | 10    | 30 lata, 319 dni | [ 10 ] |
| 1963  | Jim Redman        | Honda           | b.d. | 5  | 7    | 5  | 32   | 4     | 31 lata, 311 dni | [ 10 ] |
| 1964  | Jim Redman        | Honda           | b.d. | 8  | 8    | 7  | 40   | 16    | 32 lata, 359 dni | [ 10 ] |
| 1965  | Jim Redman        | Honda           | b.d. | 4  | 5    | 3  | 38   | 6     | 33 lata, 350 dni | [ 10 ] |
| 1966  | Mike Hailwood     | Honda           | b.d. | 6  | 6    | 6  | 48   | 6     | 26 lata, 198 dni | [ 11 ] |
| 1967  | Mike Hailwood     | Honda           | b.d. | 6  | 6    | 5  | 40   | 8     | 27 lata, 196 dni | [ 11 ] |
| 1968  | Giacomo Agostini  | MV Agusta       | b.d. | 7  | 7    | 7  | 32   | 14    | 26 lata, 91 dni  | [ 12 ] |
| 1969  | Giacomo Agostini  | MV Agusta       | b.d. | 8  | 8    | 7  | 90   | 43    | 27 lata, 90 dni  | [ 12 ] |
| 1970  | Giacomo Agostini  | MV Agusta       | b.d. | 9  | 9    | 9  | 90   | 32    | 28 lata, 103 dni | [ 12 ] |
| 1971  | Giacomo Agostini  | MV Agusta       | b.d. | 6  | 6    | 8  | 90   | 27    | 29 lata, 102 dni | [ 12 ] |
| 1972  | Giacomo Agostini  | MV Agusta       | b.d. | 6  | 7    | 7  | 102  | 23    | 30 lata, 99 dni  | [ 12 ] |
| 1973  | Giacomo Agostini  | MV Agusta       | b.d. | 4  | 6    | 3  | 84   | 7     | 31 lata, 99 dni  | [ 12 ] |
| 1974  | Giacomo Agostini  | MV Agusta       | 1    | 5  | 5    | 5  | 75   | 13    | 32 lata, 98 dni  | [ 12 ] |
| 1975  | Johnny Cecotto    | Yamaha          | 3    | 4  | 5    | 4  | 78   | 19    | 19 lata, 239 dni | [ 13 ] |
| 1976  | Walter Villa      | Harley-Davidson | 4    | 4  | 5    | 7  | 76   | 9     | 33 lata, 37 dni  | [ 14 ] |
| 1977  | Takazumi Katayama | Yamaha          | 0    | 5  | 5    | 7  | 95   | 39    | 26 lata, 120 dni | [ 15 ] |
| 1978  | Kork Ballington   | Kawasaki        | 4    | 6  | 9    | 10 | 134  | 57    | 27 lata, 160 dni | [ 16 ] |
| 1979  | Kork Ballington   | Kawasaki        | 5    | 5  | 5    | 9  | 99   | 9     | 28 lata, 145 dni | [ 16 ] |
| 1980  | Jon Ekerold       | Bimota-Yamaha   | 0    | 4  | 5    | 6  | 63   | 3     | 33 lata, 321 dni | [ 17 ] |
| 1981  | Anton Mang        | Kawasaki        | 6    | 5  | 7    | 8  | 103  | 51    | 31 lata, 336 dni | [ 18 ] |
| 1982  | Anton Mang        | Kawasaki        | 1    | 1  | 6    | 7  | 81   | 17    | 32 lata, 363 dni | [ 18 ] |

## Według motocyklisty
Ogółem siedemnastu motocyklistów sięgało po Mistrzostwo Świata klasie 350 cm³. Dziewięciu zawodników wygrało co najmniej dwa razy z rzędu. Rekordzistą pod względem liczby tytułów mistrza świata jest Giacomo Agostini, który zwyciężał klasyfikację generalną siedmiokrotnie rzędu latach 1968-1974. 
| Motocyklista      | Kraj                               | Liczba tytułów | Sezony    | Mistrz świata |
| ----------------- | ---------------------------------- | -------------- | --------- | ------------- |
| Giacomo Agostini  | Włochy                             | 7              | 1968–1974 | 11.           |
| Jim Redman        | Federacja Rodezji i Niasy/ Rodezja | 4              | 1962–1965 | 9.            |
| John Surtees      | Wielka Brytania                    | 3              | 1958–1960 | 7.            |
| Geoff Duke        | Wielka Brytania                    | 2              | 1951–1952 | 3.            |
| Fergus Anderson   | Wielka Brytania                    | 2              | 1953–1954 | 4.            |
| Bill Lomas        | Wielka Brytania                    | 2              | 1955–1956 | 5.            |
| Mike Hailwood     | Wielka Brytania                    | 2              | 1966–1967 | 10.           |
| Kork Ballington   | Południowa Afryka                  | 2              | 1978–1979 | 15.           |
| Anton Mang        | RFN                                | 2              | 1981–1982 | 17.           |
| Freddie Frith     | Wielka Brytania                    | 1              | 1949      | 1.            |
| Bob Foster        | Wielka Brytania                    | 1              | 1950      | 2.            |
| Keith Campbell    | Wielka Brytania                    | 1              | 1957      | 6.            |
| Gary Hocking      | Federacja Rodezji i Niasy          | 1              | 1961      | 8.            |
| Johnny Cecotto    | Wenezuela                          | 1              | 1975      | 12.           |
| Walter Villa      | Włochy                             | 1              | 1976      | 13.           |
| Takazumi Katayama | Japonia                            | 1              | 1977      | 14.           |
| Jon Ekerold       | Południowa Afryka                  | 1              | 1980      | 16.           |

## Klasyfikacja państw
Najwięcej pod względem ilości tytułów Mistrza Świata motocyklistów w Motocyklowych Mistrzostwach Świata klasie 350 cm³ mają zawodnicy z Wielkiej Brytanii, sumie triumfowali dwanaście razy. ośmiokrotnie w MŚ wygrywali Włosi, pięciokrotnie reprezentacji Rodezji(obecnie Zimbabwe), trzy trofea zdobyli Południowoafrykańscy. Po jednym mistrzu świata mieli Zachodnie Niemcy(obecnie Niemcy), Wenezuela i Japonia.
| Kraj                               | Liczba motocyklistów | Liczba tytułów | Zwycięzcy |
| ---------------------------------- | -------------------- | -------------- | --- |
| Wielka Brytania                    | 7                    | 12             | Freddie Frith (1), Bob Foster (1), Geoff Duke (2), Fergus Anderson (2), Bill Lomas (2), Keith Campbell (1), John Surtees (3) |
| Włochy                             | 2                    | 8              | Giacomo Agostini (7), Walter Villa (1)                                                                                       |
| Federacja Rodezji i Niasy/ Rodezja | 2                    | 5              | Gary Hocking (1), Jim Redman (4)                                                                                             |
| Południowa Afryka                  | 2                    | 3              | Kork Ballington (2), Jon Ekerold (1)                                                                                         |
| RFN                                | 1                    | 2              | Anton Mang (2) |
| Wenezuela                          | 1                    | 1              | Johnny Cecotto (1) |
| Japonia                            | 1                    | 1              | Takazumi Katayama (1) |

## Według producenta
Najwięcej tytułów Mistrza Świata motocyklistów w Motocyklowych Mistrzostwach Świata klasie 350 cm³, zostało zdobytych na motocyklach firm włoskich, sumie szesnaście. Trzynaście tytułów dla trzech japońskich firm producenckich, w tym jeden tytuł przy współpracy włoskiej Bimoty z Yamahą, dla prywatnego zespołu Jona Ekerolda. Cztery tytuły dla dwóch brytyjskich marek Velocette i Norton oraz jeden tytuł dla amerykańskiego Harleya-Davidsona.
| Konstruktor     | Liczba | Motocykliści                                          |
| --------------- | ------ | ----------------------------------------------------- |
| MV Agusta       | 11     | Giacomo Agostini(7), John Surtees(3), Gary Hocking(1) |
| Honda           | 6      | Jim Redman(4), Mike Hailwood(2)                       |
| Moto Guzzi      | 5      | Fergus Anderson(2), Bill Lomas(2), Keith Campbell(1)  |
| Kawasaki        | 4      | Kork Ballington (2), Anton Mang (2)                   |
| Velocette       | 2      | Freddie Frith(1), Bob Foster(1)                       |
| Norton          | 2      | Geoff Duke                                            |
| Yamaha          | 2      | Johnny Cecotto(1), Takazumi Katayama(1)               |
| Harley-Davidson | 1      | Walter Villa(1)                                       |
| Bimota-Yamaha   | 1      | Jon Ekerold(1)                                        |